# Klapa Vinčace
Klapa Vinčace hrvatska je klapa koja se bavi višeglasnim pjevanjem tradicionalnih dalmatinskih i primorskih napjeva te novouglazbljenih skladbi. Osnovana je 1999. godine u Novom Vinodolskom.

## Povijest
Klapa je osnovana početkom rujna 1999. godine u gostionici Prisika. Osnivajući su članovi bili braća Mario i Antonio Butorac, Gordan Šamanić, Radovan Baričević te Pavao Kombol kao potencijalni voditelj.
Klapa je u početku djelovala u prostoru novljanskog KUD-a »Ilija Dorčić«, nastalog 1951. godine, a osnovnu se postavu počelo popunjavati vokalima iz regije.
Za ime klape odabrano je »Vinčace«, naziv za vjenčić načinjen od bilja koji je krasio kosu mladenke u vjenčanim obrednim ritualima novljanskog podneblja.
Prvu punu postavu klape iz 1999. činili su:
- Radovan Baričević
- Sanjin Jovanović
- Saša Jovanović
- Kristijan Lončarić
- Mario Butorac
- Antonio Butorac
- Karlo Starčević
- Gordan Šamanić
- Siniša Aldo Gradišer

## Članovi
Trenutni postav klape čine:
- Radovan Baričević (1. tenor) 1999. – 2001., 2007. – danas
- Marko Fortunato (2. tenor) 2024. – danas
- Mauro Antić (2. tenor) 2022. – danas
- Mario Butorac (bariton) 1999. – danas
- Goran Mažuranić (bariton) 2022. – danas
- Lovro Baričević (bas) 2022. – danas
- Darko Cerniar (bas) 2012. – 2015., 2022. – 2024., 2025. - danas
- Ivan Kovačić (bas) 2019. – 2023., 2025. – danas

Tijekom više od 25 godina postav klape se uvelike mijenjao, a do danas su svoj doprinos u radu klape dali:
- Antonio Butorac (bariton) 1999. – 2000.
- Joso Butorac (1. tenor) 2001. – 2002.
- Vlatko Vidović (1. tenor) 2002. – 2003.
- Gordan Šamanić (bas) 1999. – 2004.
- Kristijan Lončarić (2. tenor) 1999. – 2004.
- Željko Talan (bariton) 2000. – 2004.
- Mario Tomaić (bariton) 2000. – 2004.
- Saša Vidas (bariton) 2003. – 2004.
- Andrej Pobor (2. tenor) 2008. – 2010.
- Sanjin Jovanović (2. tenor) 1999. – 2009., 2011. – 2012.
- Saša Jovanović (2. tenor) 1999. – 2009., 2011. – 2012.
- Jurica Žunić (bas) 2007. – 2009., 2011. – 2012.
- Valter Milavec (bariton) 2011. – 2012.
- Karlo Starčević (bas) 1999. – 2013.
- Boris Radić (bas) 2014. – 2015.
- Siniša Aldo Gradišer (bas) 1999. – 2019.
- Damir Stošić (2. tenor) 2013. – 2019.
- Vlado Mitić (2. tenor) 2015. – 2016., 2018. – 2019.
- Mateo Doričić (bariton) 2013. – 2021.
- Stefan Krošnjak (2. tenor) 2012. – 2022.
- Tomislav Vičević (bas) 2016. – 2022.
- Ivan Ćepić (bas) 2017. – 2022.
- Martin Zidarić (2. tenor) 2020. – 2022.
- Mislav Smolčić (bariton) 2022. – 2023.
- Ivan Pavić (2. tenor) 2024. – 2024.
- Mateo Paulišić (bas) 2023. – 2024.
- Filip Mataja (2. tenor) 2022. – 2025.
- Dorijan Biondić (bas) 2023. – 2025.

### Umjetnički voditelji
Prvi voditelj klape bio je Pavao Kombol, od osnutka 1999. pa do 2009. godine.
Godine 2013. voditeljsku palicu preuzima Sveto Popović te vodi klapu sve do 2023. godine. Period Svete Popovića je ujedno i dosad najplodnije razdoblje klape po pitanju nagrada.
Godine 2023. – 2024. vrlo kratko klapu vodi Sanjin Radović, voditelj klape Pinguentum iz Buzeta, a zatim 2024. vođenje preuzima bariton Mario Butorac koji je već i ranije od samog osnutka zbog svojeg znanja i muzičkog školovanja vrlo često imao funkciju korepetitora u učenju dionica.
2025. umjetničko vođenje klape ponovno preuzima Sveto Popović 

## Diskografija
- 2012. – Klapa MUP RH Vinčace – Da se ne zatre spomen, CROSBI ID: 756851

- 2013. – Uživo pod Nehajem, Adria Records

- 2018. – Naviru misli, vrtidu spomen LIVE, Adria Records, HDS CD 083

#### Singlovi:
- 2013. – Timun od života[8] (Video spot)

- 2014. – Ima san tebe (Video spot)

#### Dueti:
- 2002. – Karin Kuljanić – Još Malo (Video spot)
- 2013. – Duško Jeličić i kvartet Veljak – Laku noć grade
- 2013. – Marko Škugor – Srića moja[9] (Video spot)
- 2014. – Vinko Coce – Fala ti pape
- 2014. – Klape s Kvarnera – Trogirskom slavuju[10] (Video spot)
- 2016. – Đani Maršan – Nije čovik škoj

## Festivali, nagrade i priznanja
Klapa je u dosadašnjem radu sudjelovala na brojnim festivalima te osvojila mnoge nagrade i priznanja. 

### FDK Omiš
Na Festivalu dalmatinskih klapa Omiš klapa debitira 2000. godine i osvaja prvu nagradu stručnog povjerenstva za najbolje debitante. Klapa je sudjelovala ukupno 16 puta u natjecateljskoj konkurenciji Omiša. Prvi puta kao klapa debitant osvaja 1. nagradu stručnog povjerenstva, a zatim do danas osvaja 7 štitova (5 zlatnih, 1 srebrni, 1 brončani) s povijesnim grbom grada Omiša, nagradu stručnog ocjenjivačkog povjerenstva. Klapa bilježi uspjehe i na večerima novih skladbi.
- 2000.: Večer klapa debitanata, 1. nagrada stručnog povjerenstva
- 2015.: Završna večer muških klapa, 1. nagrada stručnog povjerenstva
- 2016.: Završna večer muških klapa, 1. nagrada stručnog povjerenstva
- 2017.: Završna večer muških klapa, 1. nagrada stručnog povjerenstva
- 2018.: Završna večer muških klapa, 2. nagrada stručnog povjerenstva
- 2019.: Završna večer muških klapa, 1. nagrada stručnog povjerenstva
- 2020.: Večer novih skladbi, 2. nagrada stručnog povjerenstva za skladbu U oni dan – Živko Ključe / Ružana Kovač
- 2021.: Završna večer muških klapa, 1. nagrada stručnog povjerenstva
- 2023.: Večer novih skladbi, 1. nagrada stručnog povjerenstva za skladbu Gomile – Živko Ključe / Pjero Mirić)
- 2024.: Završna večer muških klapa, 3. nagrada stručnog povjerenstva
- 2025.: Završna večer muških klapa, 2. nagrada stručnog povjerenstva

### Ostale nagrade i priznanja
- 2000. Festival klapa u Senju, 1. nagrada stručnog povjerenstva, 1. nagrada publike[11]
- 2001. Festival klapa u Senju, 2. nagrada stručnog povjerenstva, 1. nagrada publike[12]
- 2001. Međunarodni festival zborova u Veroni, zlatni pehar[13]
- 2002. Melodije Kvarnera, 1. nagrada (Vinčace – Karin Kuljanić)[14]
- 2009. Festival klapa Istre i Kvarnera u Buzetu, 3. nagrada[15]
- 2010. Festival klapa Istre i Kvarnera u Buzetu, 2. nagrada[16]
- 2012. i 2013. Festival klapa Istre i Kvarnera u Buzetu, 1. nagrada[17]
- 2013. Festival klapa Istre i Kvarnera u Buzetu, Nagrada BRKICA za najbolju interpretaciju s elementima istarsko-primorskog glazbenog izričaja.[17]
- 2014. Festival klapa Istre i Kvarnera u Buzetu, 1. nagrada[18]
- 2015. Festival klapa Istre i Kvarnera u Buzetu, 1. nagrada[19]
- 2015. Nagrada za unapređivanje kvalitete kulturnog stvaralaštva Primorsko-goranske županije[20]
- 2015. Nagrada Grada Novog Vinodolskog za izuzetna dostignuća na području Kulture[21]
- 2016. Festival klapa Istre i Kvarnera u Buzetu, 2. nagrada[22]
- 2016. Nagrada za unapređivanje kvalitete kulturnog stvaralaštva Primorsko-goranske županije[23]
- 2016. Nagrada Grada Novog Vinodolskog za izuzetna dostignuća na području Kulture[24]
- 2017. Festival klapa Istre i Kvarnera u Buzetu, 1. nagrada[25]
- 2017. Nagrada za unapređivanje kvalitete kulturnog stvaralaštva Primorsko-goranske županije[26]
- 2017. Nagrada Grada Novog Vinodolskog za izuzetna dostignuća na području Kulture[24]
- 2018. Festival klapske pisme Posušje, 1. nagrada stručnog žirija – POSUŠKI STEĆAK[27]
- 2018. Festival klapa Istre i Kvarnera u Buzetu, 1. nagrada[28]
- 2019. Festival klapskih majstora u Trogiru, 1. nagrada stručnog povjerenstva[29]
- 2019. Festival Klape Gospi Sinjskoj, 2. nagrada[30]
- 2019. Klape Gospi Sinjskoj, 1. nagrada za posebnu izvedbu[30]
- 2019. Festival klapske pisme Posušje, 1. nagrada stručnog žirija – POSUŠKI STEĆAK[31]
- 2019. Nagrada za unapređivanje kvalitete kulturnog stvaralaštva Primorsko-goranske županije[32]
- 2019. Nagrada Grada Novog Vinodolskog za izuzetna dostignuća na području Kulture
- 2019. Natjecanje u klapskom pjevanju ‘Delmata’ u Zagrebu, Nagrada u kategoriji A1 i A2, nagrada za najbolju izvedbu i Grand Prix[33]
- 2019. Nominacija za Porin u kategoriji Najbolji album klapske glazbe za album “Naviru misli, vrtidu spomen”[34]
- 2021. Nagrada za unapređivanje kvalitete kulturnog stvaralaštva Primorsko-goranske županije[35]
- 2021. Nagrada Grada Novog Vinodolskog za izuzetna dostignuća na području Kulture[36]
- 2024. Festival klapske pisme Posušje, 1. nagrada stručnog žirija (Posuški stećak)[37]
- 2024. Festival KUM Makarska, 1. nagrada stručnog povjerenstva (Zlatna srdela), 2. nagrada publike (Srebrni Adrion), Najbolja nova skladba (Sapliću se naše zvizde – Matko Baričević / Radovan Baričević) (Zlatni grb grada Makarske), Najbolji debitant[38]
- 2025. Međunarodno natjecanje zborova Istria Cantat, Zlatna nagrada u kategoriji A1, nagrada voditelju Mariu Butorcu za umjetnički dojam, Nagrada Grand Prix (ukupni pobjednik natjecanja)[39]
- 2025. Međunarodno natjecanje zborova Aurora Cantat, Zlatna nagrada u kategoriji B, nagrada voditelju za umjetnički dojam, Nagrada Grand Prix (ukupni pobjednik natjecanja)[40]

## Monografija
Klapa Vinčace tijekom 2021. godine izdala je i promovirala monografiju Fala ti Bože, ča iša san ovin sviton – klapa Vinčace 1999.–2019. Autorica monografije je Herci Ganza.
Riječ je o monografiji koja na 444 stranice i preko 1000 fotografija i isječaka iz novina dočarava prvih 20 godina klape Vinčace te život njenih članova.

## Simboli Omiša i klapske pisme u Novom Vinodolskom
Godine 2021. odlukom gradonačelnika Grada Novog Vinodolskog, u samom centru grada, posađeno je drvo žižule (simbol Festivala dalmatinskih klapa Omiš) koju je poklonio ravnatelj FDK Mijo Stanić. Ujedno je postavljena „omiška stina”, na koju je potom ugrađena ploča sa stihovima (autorice Ane Debelić) posvećenim svim članovima klape Vinčace.